# راب اسکات (بازرگان)
راب اسکات (انگلیسی: Rob Scott; ۵ اوت ۱۹۶۹ – ) مدیر عامل اجرایی اهل استرالیا بود.
وی در مسابقات کشوری و بین‌المللی در مجموع برندهٔ ۱ مدال نقره شده‌است.